# Wąwóz naszych czasów
Wąwóz naszych czasów – album grupy muzycznej U Studni wydany w 2014 roku. Nagrany w 2014 roku w Studio HIT we Wrocławiu. Słowa użyte w utworach są autorstwa Adama Ziemianina, Edwarda Stachury i Dariusza Czarnego. Muzykę do płyty skomponowali Dariusz Czarny i Ryszard Żarowski. Jest to druga płyta w dorobku grupy.
Płyta Wąwóz naszych czasów to głównie kontynuacja twórczości do tekstów krakowskiego poety Adama Ziemianina i to w większości jego poezja jest zawarta w nagranych piosenkach. Podobnie jak na poprzedniej płycie  kompozytorem pozostaje Dariusz Czarny. Prócz piosenek do wierszy Adama Ziemianina na płycie znajdują się piosenki do wierszy Edwarda Stachury pod tytułem Gdziekolwiek i Dariusza Czarnego pod tytułem A mówią, że....
Dedykacja twórców płyty dla słuchaczy:
[..]tym wszystkim,
którzy, w otaczającej nas wielobarwnej rzeczywistości,
próbują wyznaczyć własną drogę

## Twórcy
- Aleksandra Kiełb-Szawuła – śpiew
- Dariusz Czarny – śpiew, gitary
- Wojciech Czemplik – skrzypce, altówka, mandolina
- Andrzej Stagraczyński - gitara basowa
- Ryszard Żarowski – śpiew, gitary
- Urszula Kopijkowska - wiolonczela
- Przemysław Chołody – harmonijka ustna
- Adam Niesobski - akordeon
- Marek Zarankiewicz – instrumenty perkusyjne[2]

## Lista utworów
1. W obliczu cudów wszechświata
2. Rajsko w Krynicy
3. Wąwóz naszych czasów
4. Zakamarki
5. Głos wołającego na pustyni
6. Nosi mnie
7. Coraz bardziej przestraszony
8. Gdziekolwiek
9. A mówią, że...
10. Biesiadnie w Limanowej
11. Z zachwytu nad światem
12. Krakowianka Wiśka
13. Zychowo na Krupniczej
14. I gdzieś tam się idzie[4]